# Гребінківський район (Київська область)
Гребінківський район — колишня адміністративно-територіальна одиниця, утворена в 1923 році в складі Білоцерківської округи. Районний центр — село Гребінки. З 1934 року входив до складу Київської області.
Станом на 1 вересня 1946 року в районі було 17 населених пунктів, які підпорядковувались 15 сільським радам. З них 16 сіл і 1 хутор.
До складу району входили такі сільради: Вільшансько-Новоселицька, Вінницько-Ставська, Гребінківська, Ковалівська, Ксаверівська, Лосятинська, Марьянівська Перша, Марьянівська Друга, Пинчуківська, Пологівська, Саливонківська, Соколівська, Степанівська, Тростинсько-Новоселицька та Устимівська.
Район ліквідований 30 грудня 1962 року, територія у повному складі відійшла до складу Васильківського району.